# Teresa Losada Campo
Teresa Losada Campo (Lugo, Galícia, 1943 – Sant Vicenç dels Horts, 25 d'agost de 2013) fou una religiosa franciscana i filòloga gallega.

## Biografia
Es doctorà en filologia semítica a la Universitat de Barcelona, i després es va fer religiosa franciscana Missionera de Maria i fou coneguda com la monja dels immigrants.
El 1974 va fundar Bayt Al-Thaqafa (Casa de la Cultura), una associació referent en el diàleg entre cristianisme i islam, amb seu a Barcelona i a Sant Vicenç dels Horts. L'entitat, formada per 60 voluntaris i 20 professionals, ajuda cada any a més de 4.000 immigrants àrabs residents a Catalunya a aconseguir la inserció social, sense que perdin les seves arrels, i alhora organitza activitats per a l'alfabetització en català i en castellà, cursos de promoció de la dona i de formació professional, activitats de suport a la llengua i a la cultura àrabs dels infants, etc. L'entitat està formada per les Germanes Franciscanes Missioneres de Maria i l'Ordre Hospitalària de Sant Joan de Déu.
El 2000 fou nomenada consultora del Consell Pontifici per al Diàleg Interreligiós de la Santa Seu per a les relacions amb els musulmans i el 2002 va rebre la Creu de Sant Jordi. La Generalitat de Catalunya també va atorgar-li el 2012 el Memorial Cassià Just a la seva trajectòria.
El funeral es va celebrar el 28 d'agost de 2013 a Sant Vicenç dels Horts i el 9 d'octubre de 2015 se li va fer un homenatge interreligiós a la Basílica de Santa Maria el Mar de Barcelona.

## Obres
- Islam, inmigración e inserción en Europa (1990)
- Es fundamentalista el islam en España? (2001)